# Hradiště u Domažlic
Hradiště (deutsch Hradist, 1939–45 Radisch) ist eine Gemeinde in Tschechien. Sie liegt zehn Kilometer nordöstlich von Domažlice und gehört zum Okres Domažlice.

## Geographie
Hradiště befindet sich rechtsseitig des Baches Hradišťský potok. Nördlich erhebt sich der Dubce (454 m). Durch den Ort führt die Straße II/183 zwischen Domažlice und Přeštice.

## Geschichte
Die erste urkundliche Erwähnung von Hradisscze erfolgte im Jahre 1379 als Besitz eines Ratimir.
Nach der Aufhebung der Patrimonialherrschaften bildete Hradist/Hradiště ab 1850 eine Gemeinde im Pilsner Kreis und Gerichtsbezirk Neugedein. Ab 1868 gehörte die Gemeinde zum Bezirk Taus. Von 1980 bis 1990 war Hradiště nach Koloveč eingemeindet.

## Gemeindegliederung
Für die Gemeinde Hradiště sind keine Ortsteile ausgewiesen. Zu Hradiště gehören die Einschichten Brandýs und Svatý Petr.

## Sehenswürdigkeiten
- Kapelle in Hradiště
- Kapelle des hl. Petrus in Svatý Petr